# Fritz William Michel
Jean-Michel Lapin nguyên là quyền Thủ tướng Haiti, kể từ khi được Tổng thống Moïse bổ nhiệm vào ngày 21 tháng 3 năm 2019. Ông giữ chức quyền Thủ tướng cho đến khi từ chức vào ngày 23 tháng 7 do Quốc hội không xác nhận bổ nhiệm. Ông được kế nhiệm bởi Fritz William Michel.